# Mascoutah
Mascoutah é uma cidade localizada no estado americano de Illinois, no Condado de St. Clair.

## Demografia
Segundo o censo americano de 2000, a sua população era de 5659 habitantes.
Em 2006, foi estimada uma população de 6209, um aumento de 550 (9.7%).

## Geografia
De acordo com o United States Census Bureau tem uma área de
22,6 km², dos quais 22,4 km² cobertos por terra e 0,2 km² cobertos por água. Mascoutah localiza-se a aproximadamente 141 m acima do nível do mar.

## Localidades na vizinhança
O diagrama seguinte representa as localidades num raio de 12 km ao redor de Mascoutah.